# Hegyfalu
Hegyfalu é um município da Hungria, situado no condado de Vas. Tem 11,89 km² de área e sua população em 2015 foi estimada em 794 habitantes.